# 微电子器件
微电子器件（英語：Microelectronic Devices）主要是指能在芯片上实现的电阻、电容、晶体管，有的特殊电路也将用到电感。
一種說法是，微電子器件常是指芯片中的线宽在一微米上下的器件，更小的稱作奈米電子器件。